# Charles Anderson (politiker)
Charles Anderson, född 1 juni 1814 i Louisville, Kentucky, död 2 september 1895, amerikansk politiker, först medlem i whigpartiet och senare republikan. Han var en period också guvernör över Ohio. Han tillhörde en framstående familj; hans far hade varit markisen av Lafayettes hjälp under amerikanska frihetskriget. 
Anderson tog examen vid Miami University 1833, var han studerade juridik. Som advokat flyttade han till Dayton, Ohio. Han var en av de få som vågade opponera sig mot tidens politiska modefilosofi - läran om det anglosaxiska herrefolket och dess påstådda mission i världen.

## Om Amerikas expansion
USA:s historia under de första 60 åren är en historia om oavbruten expansion. Under inflytande av dessa erövringar förändrades amerikanernas syn på sig själva och sin roll i världen. En ideologi som betonade den anglosaxiska rasens biologiska överlägsenhet och dess Manifest Destiny - dess uppenbara uppgift, dess kallelse, bestämmelse, öde att erövra den nordamerikanska kontinenten och behärska världen framträdde.
I An Address on Anglo-Saxon Destiny (1850) menade han att hela det amerikanska folket, oavsett parti, hänger sig åt en uppfattning som är ett misstag i filosofin, en osanning i historien och religiöst sett en grov ogudaktighet - nämligen tron på att anglosaxarna är överlägsna andra raser och därför av Gud blivit utsedda att uträtta speciella stordåd. Finns det överhuvudtaget en anglosaxisk ras? frågade Anderson. Tacitus nämner inte ens saxare eller angler. De har aldrig utgjort någon majoritet i England. Dagens engelsmän är helt enkelt inte anglosaxare och dagens britter är inte bara engelsmän - de är också skottar, irländare och walesare. Det brittisk-amerikanska folket på båda sidor om Atlanten är kanske det mest blandade och heterogena folket på jorden. Det är historiska omständigheter och inte medfödd överlägsenhet eller gudomlig uppgift som har satt detta folk i stånd att uträtta en del stora ting. Men i andra avseenden, till exempel i konst och musik, är anglosaxarnas prestationer alls ej överväldigande. Många folk har ansett sig födda med uppgiften att härska över andra. Egyptier, judar, assyrier, babylonier och perser - alla var de övertygade om att de hade en sådan kallelse. Vi borde lära av deras självbedrägeri att genomskåda vårt eget, skriver Anderson. Alla dessa bedragna nationer har gått under och detsamma kommer att hända den amerikanska nationen om den fortsätter på erövringens brottsliga bana.

## Inbördeskriget
Under amerikanska inbördeskriget var Anderson överste och kommendör för 93rd Ohio Volunteer Infantry regiment. Han sårades allvarligt i slaget vid Stones River. 1865 blev han guvernör i delstaten Ohio för fem månader. Därefter flyttade han till Kentucky.
Hans bror major Robert Anderson utmärkte sig under det misslyckade försvaret av Fort Sumter i början av kriget. En annan bror, William C. Anderson, tjänstgjorde som president för Miami University 1849–1854.